# Kent Bergersen
Kent Roger Bergersen (Oslo, 8 febbraio 1967) è un allenatore di calcio ed ex calciatore norvegese, di ruolo centrocampista.

## Carriera

### Giocatore

#### Club
Bergersen cominciò la carriera con la maglia del Grue, per poi passare al Drøbak/Frogn. Nel 1991 fu messo sotto contratto dal Lyn Oslo, formazione per cui debuttò nella Tippeligaen in data 28 aprile, quando fu schierato titolare nel successo per 2-0 sul Molde. Il 20 maggio realizzò la prima rete, nel successo per 3-2 sul Lillestrøm. Si trasferì in seguito al Rosenborg, esordendo con questa casacca il 2 maggio 1993, nel successo per 0-1 in casa del Lyn Oslo, proprio grazie ad una sua rete. Vinse due campionati consecutivi per il Rosenborg. Si accordò poi con il Vålerenga, disputando il primo incontro per la nuova squadra in data 22 aprile 1995, in occasione della vittoria per 0-2 sul campo dello Stabæk (trovò anche la via del gol nello stesso incontro). Successivamente militò per tre stagioni nelle file dei greci del Panionios, fatta eccezione per una breve esperienza con gli scozzesi del Raith Rovers. Nel 1999 tornò in patria, precisamente allo Strømsgodset: giocò la prima partita il 13 giugno, sostituendo Stefán Gíslason e segnando un gol nella sconfitta casalinga per 3-5 contro l'Odd Grenland. Passò poi agli inglesi dello Stockport County, che nel corso del 2000 lo prestarono al Moss. Debuttò con questa maglia il 23 luglio, impiegato come titolare nel successo per 4-0 sullo Start. Il 20 agosto segnò una rete nel pareggio per 2-2 contro lo Haugesund. Rientrò poi allo Stockport County, prima di tornare al Moss a titolo definitivo. Nel 2002 giocò nel Fredrikstad, per passare al Drøbak/Frogn nel 2003.

### Allenatore
Nel 2003 diventò allenatore-giocatore del Drøbak/Frogn, carica che ricoprì per triennio seguente. Nel 2006 fu nominato tecnico del Bodø/Glimt e vi restò fino al 2007. Nel 2008 fu chiamato al Lyn Oslo, dove rimase fino al 2009. Il 30 dicembre 2009 fu nominato assistente di Kjetil Rekdal allo Aalesund, a partire dalla stagione 2010.
Il 24 novembre 2014 diventò il nuovo allenatore dell'HamKam, firmando un contratto triennale valido dal 1º gennaio 2015. Il 2 maggio 2016, HamKam e Bergersen decisero di separare le loro strade.
Il 30 novembre 2016 è stato scelto come allenatore del Kvik Halden, a partire dal 1º gennaio 2017.

## Palmarès

### Giocatore

#### Club

##### Competizioni nazionali
- Campionato norvegese: 2

Rosenborg: 1993, 1994